# The Emerald Forest
The Emerald Forest (traducido en España como La selva esmeralda) es una película de 1985 dirigida por John Boorman con guion de Rospo Pallenberg. Presuntamente basada en hechos reales, se sitúa en la amazonia brasileña.
La película, protagonizada por Charley Boorman, hijo del director, es considerada un clásico del ecologismo y la defensa de la vida indígena, mostrando numerosas escenas de la vida de las tribus amazónicas, desde la caza hasta el rito de paso a la edad adulta y el matrimonio.

## Argumento
En 1975, Bill Markham (Powers Boothe), ingeniero estadounidense, es contratado para construir la mayor presa del Amazonas, en la zona del Mato Grosso, una amplia zona natural habitada por varias tribus indígenas con escaso o nulo contacto con la civilización. 
Tommy (William Rodríguez/Charley Boorman), de siete años, en el transcurso de la construcción, es secuestrado por los miembros de una tribu desconocida, denominada «Los invisibles», que lo adoptan en su tribu y lo integran como uno más en sus ritos tradicionales.
Durante los diez años siguientes, Markham no dejará de buscar a su hijo. Mientras, la construcción de la presa ha seguido su curso y pronto estará acabada. Tommy tiene ahora 17 años, está casado con una chica de la tribu llamada Kachiri (Dira Paes) y cree que el jefe tribal Wanadi es su padre.
Markham y un periodista, Uwe Werner (Eduardo Conde) se adentran en la selva pero son capturados por una tribu hostil, llamada «La gente feroz». Gracias a su arma CAR-15 Markham mete miedo al jefe Jacareh (Claudio Moreno), el reportero no tiene tanta suerte y es asesinado y devorado por la tribu. Markham huye y se topa con su hijo, ahora bautizado como Tomme, ambos se reconocen, aunque entonces llega la tribu caníbal dispuestos a atacarles. Markham es herido en el hombro, pero con ayuda de su hijo logra escapar y en la tribu invisible recibe cuidados.
Jacareh encuentra el arma de Markham y encandilado con su potencia de fuego decide obtener más armas, para ello secuestra a las chicas invisibles y hace un trueque con unos proxenetas. Tomme, desesperado le pide ayuda a su padre, que le acompaña al cubil de los mafiosos y les da su merecido. Durante el tiroteo muere el buen jefe Wanadi y Tomme es elegido nuevo jefe de la tribu.
Markham advierte a Tomme que la presa esta casi finalizada y que eso supondrá el fin de su forma de vida. Tomme dice que la tribu rezará a la gran anaconda para que desate una gran riada que derrumbe la presa. Efectivamente, se produce una gran tormenta y Markham la aprovecha para evacuar la presa y volarla con explosivos. Ahora la tribu está a salvo.

## Reparto
| Actor             | Personaje             |
| ----------------- | --------------------- |
| Powers Boothe     | Bill Markham          |
| Meg Foster        | Jean Markham          |
| Charley Boorman   | Tomme joven           |
| William Rodríguez | Tommy niño            |
| Estee Chandler    | Heather Markham joven |
| Yara Vaneau       | Heather niña          |
| Dira Paes         | Kachiri               |
| Eduardo Conde     | periodista Uwe Werner |
| Ariel Coelho      | Padre Leduc           |
| Peter Marinker    | Perreira              |
| Mario Borges      | Costa                 |
| Átila Iório       | Comerciante           |
| Gabriel Archanjo  | Guardaespaldas        |
| Gracindo Júnior   | Carlos                |
| Arthur Muhlenberg | Rico                  |

## Premios
La cinta fue nominada a 3 premios BAFTA y un César.

## Recepción y críticas
La película plantea el problema de la Deforestación en el Amazonas y de la pérdida del espacio natural de muchas tribus ancestrales, pero ha sido criticada como parcial, dejando como únicos culpables al «hombre blanco», si bien muestra también la brutalidad de algunas tribus, llegando a mostrar una escena de canibalismo.
La película supuso un éxito de taquilla y crítica en su estreno. Basado en el guion, Robert Holdstock escribió una novela, John Boorman's The Emerald Forest y el propio director un diario del rodaje.

## Hechos reales
La película fue promocionada como «basada en una historia real», pero aparentemente no se han encontrado las referencias reales en las que se basa. De acuerdo con el crítico de cine Harlan Ellison en su libro Harlan Ellison's Watching, los intentos de la compañía de búsqueda bibliográfica Southern California Answer Network (SCAN) para hallar las fuentes de la historia solo dieron como resultado que el guion original de Rospo Pallenberg se basaba en bastantes historias entremezcladas y embellecidas, incluyendo un artículo en Los Angeles Times acerca de un trabajador peruano cuyo hijo fue secuestrado por una tribu local y localizado dieciséis años después plenamente asimilado a la vida en la selva. De acuerdo con SCAN, Boorman no conocía la historia real y se basó solo en el guion de Pallenberg.
En una entrevista posterior, el director afirmó que el niño aún vivía con la tribu, identificada como los Mayoruna en 1985, si bien ninguno de los estudios antropológico realizados a la tribu mencionan la adopción de ningún extraño.
Ellison concluye que la pretensión de realidad se hizo solo por intereses de promoción de la película, de la misma forma que los protagonistas provenían de una familia estadounidense de clase alta, más fácilmente identificable por la audiencia que una familia peruana.
También se encuentra en un documental The Tribe That Hides From Man (1970) el caso de un niño brasileño igual secuestrado por una tribu amazónica, para luego llegar a ser descubierto por los hermanos Villas Boas del FUNAI.